# Olympische Sommerspiele 2008/Rudern – Zweier ohne Steuerfrau
Der Ruderwettbewerb im Zweier ohne Steuerfrau bei den Olympischen Spielen 2008 in Peking wurde vom 9. bis zum 16. August 2008 auf dem Olympischen Ruder- und Kanupark Shunyi ausgetragen. 20 Athletinnen in 10 Booten traten an.
Die Ruderregatta, die über 2000 Meter ausgetragen wurde, begann mit zwei Vorläufen. Die beiden ersten Boote qualifizierten sich direkt für das Finale, die anderen mussten in den Hoffnungslauf. Hier qualifizierten sich jeweils die ersten zwei Boote für das Finale, die übrigen kamen in das B-Finale, in dem die Plätze 7 bis 10 ermittelt wurden.
Die jeweils qualifizierten Boote sind hellgrün unterlegt.

## Titelträger
| Olympiasieger | Rumänien Besatzung: Georgeta Damian, Viorica Susanu | Athen 2004   |
| Weltmeister   | Belarus Besatzung: Julija Bitschyk, Natallja Helach | München 2007 |

## Vorläufe
9. August 2008

### Vorlauf 1
| Platz | Nation     | Athletinnen                      | Zeit (min)         |
| ----- | ---------- | -------------------------------- | ------------------ |
| 1     | Belarus    | Julija Bitschyk, Natallja Helach | 7:24,47            |
| 2     | Neuseeland | Juliette Haigh, Nicola Coles     | 7:31,45            |
| 3     | China      | Wu You, Gao Yulan                | 7:32,50            |
| 4     | Australien | Kim Crow, Sarah Cook             | 7:44,04            |
| 5     | Kanada     | Zoe Hoskins, Sabrina Kolker      | Boot war zu leicht |

### Vorlauf 2
| Platz | Nation             | Athletinnen                            | Zeit (min) |
| ----- | ------------------ | -------------------------------------- | ---------- |
| 1     | Rumänien           | Georgeta Andrunache, Viorica Susanu    | 7:22,69    |
| 2     | Deutschland        | Lenka Wech, Maren Derlien              | 7:28,66    |
| 3     | Großbritannien     | Louisa Reeve, Olivia Whitlam           | 7:29,88    |
| 4     | Vereinigte Staaten | Portia McGee, Anna Cummins             | 7:29,95    |
| 5     | Frankreich         | Inene Pascal-Pretre, Stephanie Dechand | 7:42,92    |

## Hoffnungslauf
12. August 2008

### Lauf 1
| Platz | Nation         | Athletinnen                            | Zeit (min) |
| ----- | -------------- | -------------------------------------- | ---------- |
| 1     | Neuseeland     | Juliette Haigh, Nicola Coles           | 7:32,64    |
| 2     | Großbritannien | Louisa Reeve, Olivia Whitlam           | 7:34,54    |
| 3     | Australien     | Kim Crow, Sarah Cook                   | 7:38,48    |
| 4     | Frankreich     | Inene Pascal-Pretre, Stephanie Dechand | 7:41,87    |

### Lauf 2
| Platz | Nation             | Athletinnen                 | Zeit (min) |
| ----- | ------------------ | --------------------------- | ---------- |
| 1     | China              | Wu You, Gao Yulan           | 7:23,71    |
| 2     | Deutschland        | Lenka Wech, Maren Derlien   | 7:27,02    |
| 3     | Vereinigte Staaten | Portia McGee, Anna Cummins  | 7:32,26    |
| 4     | Kanada             | Zoe Hoskins, Sabrina Kolker | 7:40,22    |

## Finale

### B-Finale
15. August 2008, 10:10 Uhr MESZ

Anmerkung: zur Ermittlung der Plätze 7 bis 8
| Platz | Nation             | Athletinnen                            | Zeit (min) |
| ----- | ------------------ | -------------------------------------- | ---------- |
| 7     | Vereinigte Staaten | Portia McGee, Anna Cummins             | 7:33,17    |
| 8     | Frankreich         | Inene Pascal-Pretre, Stephanie Dechand | 7:36,25    |
| 9     | Kanada             | Zoe Hoskins, Sabrina Kolker            | 7:37,27    |
| 10    | Australien         | Kim Crow, Sarah Cook                   | 7:40,93    |

### A-Finale
16. August 2008, 9:10 Uhr MESZ

Anmerkung: zur Ermittlung der Plätze 1 bis 6
| Platz | Nation         | Athletinnen                         | Zeit (min) |
| ----- | -------------- | ----------------------------------- | ---------- |
| 1     | Rumänien       | Georgeta Andrunache, Viorica Susanu | 7:20,60    |
| 2     | China          | Wu You, Gao Yulan                   | 7:22,28    |
| 3     | Belarus        | Julija Bitschyk, Natallja Helach    | 7:22,91    |
| 4     | Deutschland    | Lenka Wech, Maren Derlien           | 7:25,73    |
| 5     | Neuseeland     | Juliette Haigh, Nicola Coles        | 7:28,80    |
| 6     | Großbritannien | Louisa Reeve, Olivia Whitlam        | 7:33,61    |